# Virginia (videogioco)
Virginia è un'avventura grafica indie del 2016 dove il giocatore veste in prima persona i panni di una investigatrice.

## Trama
Anne Tarver, da poco divenuta agente dell'FBI, indaga insieme alla collega Maria Halperin sulla scomparsa del giovane Lucas Fairfax nella cittadina di Kingdom in Virginia. Contemporaneamente il superiore di Anne l'ha incaricata di indagare sulla condotta della collega Maria.